# 中日关系文件列表
| 名称                                                                                          | 签约方                           | 签订时间、地点                | 主要内容及影响 |
| --------------------------------------------------------------------------------------------- | -------------------------------- | ----------------------------- | --- |
| 永乐勘合贸易条约                                                                              | 明朝、室町幕府                   | 1404年                        | 允许日本以朝贡形式同明贸易 |
| 宣德贸易条约                                                                                  | 同上                             | 1433年、北京                  | 代替《永乐条约》条约规定，重开贸易 |
| 中日修好条规                                                                                  | 清朝、日本国                     | 1871年9月13日，天津           | 正式确立了对等的国家关系，中日关系也从此进入近代新阶段 |
| 中日通商章程                                                                                  | 同上                             | 1871年9月13日，天津           | 作为中日平等贸易的法理依据 |
| 北京专约                                                                                      | 同上                             | 1874年10月31日                | 清朝承认日本出兵是为了“保民义举”，规定日军撤出台湾，赔偿日本银50万两 |
| 中日天津会议专条                                                                              | 同上                             | 1885年4月18日                 | 议定两国在朝鲜半岛的撤兵日期 |
| 马关条约                                                                                      | 同上                             | 1895年4月17日、日本下关       | 中国从朝鲜半岛撤军并承认朝鲜的“自主独立”；中国割让台湾岛及所有附属岛屿、澎湖群岛和辽东半岛给日本（在俄国、德国和法国的干涉下，日本被迫放弃割占辽东半岛）；中国赔偿日本2亿两白银 |
| 辽南条约                                                                                      | 同上                             | 1895年11月8日                 | 中国以白银3000万两“赎辽费”从日本手中赎回辽东半岛 |
| 辛丑条约                                                                                      | 同上                             | 1901年9月7日                  | 中国领土免于被瓜分，但需要向各国赔偿4.5亿两白银，史称“庚子赔款”，由关税及盐税中扣付                                                                                             |
| 中日会议东三省事宜条约                                                                        | 同上                             | 1905年12月22日                | 接受日、俄《朴次茅斯和约》中的所有规定 |
| 间岛协约                                                                                      | 同上                             | 1909年9月4日                  | 日本承认间岛属于中国，以换取日本在南满洲修建铁路的权力 |
| 淞沪停战协定                                                                                  | 中华民国、日本国                 | 1932年5月5日                  | 日军返回战前防区，国军则暂留现驻地，交战区被划为非武装地区 |
| 塘沽协定                                                                                      | 同上                             | 1933年5月31日                 | 协定等于中国默认满洲国和日本占领热河合法，也丧失了部分华北主权 |
| 秦土协定                                                                                      | 同上                             | 1935年6月27日                 | 中国丧失了在察哈尔省的大部分主权 |
| 何梅协定                                                                                      | 同上                             | 1935年7月6日                  | 中国在河北和察哈尔的主权大部丧失 |
| 开罗宣言                                                                                      | 中华民国、英国、美国             | 1943年12月1日                 | 日本“占据”的中国所有领土，包括在清朝时割让的台湾、澎湖，以及中国东北，归还于中华民国                                                                                            |
| 波茨坦公告                                                                                    | 同上                             | 1945年7月26日                 | 重申开罗宣言中的内容，将日本的主权限制在本州、北海道、九州和四国以及吾人所决定其他小岛之内（第八条）                                                                            |
| 中日和约                                                                                      | 中华民国、日本国                 | 1952年4月28日                 | 日本和中华民国建立正式外交关系 |
| 中日民间贸易协定（第一次）                                                                    | 中华人民共和国、日本国           | 1952年6月1日                  | |
| 中日民间贸易协定（第二次）                                                                    | 同上                             | 1953年10月29日                | |
| 中日民间贸易协定（第三次）                                                                    | 同上                             | 1955年5月4日                  | |
| 关于进一步促进中日贸易的共同声明                                                              | 同上                             | 1956年10月15日                | |
| 中日民间贸易协定（第四次）                                                                    | 同上                             | 1958年3月5日                  | |
| 关于发展中日两国民间贸易的备忘录及第一次协议事项                                              | 同上                             | 1962年11月9日                 | |
| 中日民间渔业协定                                                                              | 同上                             | 1963年11月9日                 | |
| 归还冲绳协定                                                                                  | 美国、日本国                     | 1971年6月17日                 | 将对冲绳的行政权归还日本，日本据此主张钓鱼群岛属于冲绳县的一部分，并将该群岛划入自卫队的“防空识别区”内                                                                          |
| 中日联合声明                                                                                  | 中华人民共和国、日本国           | 1972年9月29日                 | 中华人民共和国和日本国建立正式外交关系 |
| 中日建设海底电缆协议                                                                          | 同上                             | 1973年5月4日                  | 中国和日本国共同建设通信海底电缆 |
| 中日贸易协定                                                                                  | 同上                             | 1974年1月5日                  | |
| 中日航空运输协定                                                                              | 同上                             | 1974年4月20日                 | |
| 中日海运协定                                                                                  | 同上                             | 1974年11月13日                | |
| 中日渔业协定                                                                                  | 同上                             | 1975年8月15日                 | |
| 中日商标保护协定                                                                              | 同上                             | 1977年9月29日、北京           | |
| 中日和平友好条约                                                                              | 同上                             | 1978年8月12日、北京           | |
| 中日文化交流协定                                                                              | 同上                             | 1979年12月6日、东京           | |
| 中日科学技术合作协定                                                                          | 同上                             | 1980年5月20日、东京           | |
| 中日船舶技术检验合作协议                                                                      | 同上                             | 1980年8月22日、东京           | |
| 中日候鸟保护协定                                                                              | 同上                             | 1981年6月8日、北京            | |
| 中日税收协定                                                                                  | 同上                             | 1983年9月6日、北京            | |
| 中日核能合作协定                                                                              | 同上                             | 1985年7月31日                 | |
| 中日投资保护协定                                                                              | 同上                             | 1989年5月14日                 | |
| 中日环境保护合作协定                                                                          | 同上                             | 1994年3月20日                 | |
| 村山富市内阁总理大臣谈话                                                                      |                                  | 1995年8月15日                 | |
| 中日联合宣言                                                                                  | 中华人民共和国、日本国           | 1998年11月26日                | |
| 中华人民共和国政府和日本国政府关于销毁中国境内日本遗弃化学武器的备忘录 （页面存档备份，存于） | 同上                             | 1999年7月30日                 | |
| 中日韩推进三方合作联合宣言                                                                    | 中华人民共和国、大韩民国、日本国 | 2003年10月7日、印尼巴厘岛     | |
| 中日海关互助合作协定                                                                          | 中华人民共和国、日本国           | 2006年4月2日、中国北京        | |
| 中日刑事司法协助条约                                                                          | 同上                             | 2007年12月1日、中国北京       | |
| 中日关于全面推进战略互惠关系的联合声明                                                        | 同上                             | 2008年5月7日、日本東京        | |
| 中日领事协定                                                                                  | 同上                             | 2008年10月24日、中国北京      | |
| 中华人民共和国国家发展和改革委员会与日本国经济产业省关于继续开展节能人才研修的备忘录          | 同上                             | 2010年5月31日、日本东京       | |
| 中华人民共和国国家发展和改革委员会与日本国经济产业省关于节能环保综合论坛机制化的备忘录        | 同上                             | 2010年5月31日、日本东京       | |
| 中日韩通信领域合作安排                                                                        | 中华人民共和国、大韩民国、日本国 | 2011年1月14日、马来西亚吉隆坡 | 加强信息通信领域内的三方合作与交流 |
| 中日韩投资协定                                                                                | 同上                             | 2012年5月13日、中国北京       | 促进和保护三国间投资行为的法律文件和制度安排 |
| 中日合作摄制电影协议                                                                          | 中华人民共和国、日本国           | 2018年5月9日、日本东京        | |
| 中日社会保障协定                                                                              | 同上                             | 2018年5月9日、日本东京        | |
| 中日海上搜寻救助合作协定                                                                      | 同上                             | 2018年10月26日、中国北京      | |
| 中日动物卫生及动物检疫协定                                                                    | 同上                             | 2019年11月25日、日本东京      | |

## 資料來源
1. 1 2  .   [2009-06-12]. （原始内容存档于2016-08-21）.
2. ↑  北京大学邓小平理论研究中心研究员王东:中日千年错看史
3. 1 2 3 4 5 6 7 8 9 10 11 12 13 14 15  .   [2009-06-12]. （原始内容存档于2010-08-08）.
4. 1 2 3 4 5 6 7  .   [2009-06-12]. （原始内容存档于2012-07-29）.